# Трактовая (Тулунский район)
Трактовая — деревня в Тулунском районе Иркутской области России. Входит в состав Шерагульского муниципального образования. Находится примерно в 33 км к востоку от районного центра — города Тулун.
Деревня Трактовая расположена в 3 км к северу от деревни Новотроицк и остановочного пункта Шерагуль на участке Восточно-Сибирской железной дороги Тулун — Зима.

## Население
| 2002 | 2010 | 2011 | 2012 |
| ---- | ---- | ---- | ---- |
| 184  | ↘167 | ↘166 | ↗173 |

По данным Всероссийской переписи, в 2010 году в деревне проживало 167 человек (88 мужчин и 79 женщин).